# Wallaceagråfågel
Wallaceagråfågel (Coracina personata) är en fågel i familjen gråfåglar inom ordningen tättingar.

## Utbredning och systematik
Wallaceagråfågel delas in i sex underarter med följande utbredning:
- C. p. pollens – Kaiöarna (Kai Kecil, Kai Besar)
- C. p. floris – Sumbawa, Komodo, Rinca, Besar och Flores i Små Sundaöarna
- C. p. alfrediana – Lomblen och Alor i Små Sundaöarna
- C. p. sumbensis – Sumba (Små Sundaöarna)
- C. p. personata – Roti, Semau, Timor, Wetar, Leti, Moa, Sermata
- C. p. unimoda – Tanimbaröarna (Yamdena, Larat och Loetoe)

## Status och hot
Arten har ett stort utbredningsområde, men tros minska i antal, dock inte tillräckligt kraftigt för att den ska betraktas som hotad. Internationella naturvårdsunionen IUCN listar arten som livskraftig (LC).